# Hřbitov z první světové války na východní frontě č. 123
Vojenský hřbitov č. 123 v Łużné, v Polsku je pohřebiště vojáků z 1. světové války. Je na kopci Pustki.
Válečný hřbitov č. 123, založený v roce 1918, je v místě bitvy u Gorlice, jedné z největších bitev na východní frontě 1. světové války mezi rakousko-uherskou a německou armádou a ruskou armádou.
Na hřbitově je pohřbeno::
- 912 vojáků rakousko-uherské armády
- 65 vojáků německé armády
- 227 vojáků ruské armády

V únoru 2016 přidala Evropská komise válečný hřbitov č. 123 na seznam pamětihodností s označením „Evropské dědictví“. Udělení označení Evropské dědictví proběhlo v dubnu 2016 v Bruselu. Tento válečný hřbitov pustý je čtvrtým místem v Polsku, které toto znamení uctilo. Nekropole byla oceněna, protože je to místo paměti, které odráží myšlenky ekumenismu a bratrství a zajišťuje rovné zacházení se všemi zemřelými, bez ohledu na jejich náboženské vyznání nebo etnický původ a skutečnost, na které straně bojovali.